# Голеску, Штефан
Штефан Голеску (рум. Ștefan Golescu; 1809, Кымпулунг — 27 августа 1874, Нанси (Франция)) — румынский политик и государственный деятель. Министр иностранных дел Княжества Румынии (1 марта 1867 — 5 августа 1867 и 13 ноября 1867 — 30 апреля 1868). Министр внутренних дел в 1867 г. Премьер-министр Княжества Румынии (26 ноября 1867 года — 12 мая 1868 года). Член либеральной партии. С 6 сентября 1868 до 15 ноября 1868 г. — председатель Сената Румынии.

## Биография
Член боярской семьи Голеску из Валахии. Сын литератора Динику Голеску. Образование получил в Генуе и Швейцарии, где учился вместе с тремя своими братьями Николае, Александром и Раду.
После возвращения на родину в 1830 вступил в валашскую армию. В 1836 году вместе со своим братом Николае сблизился с масонами.

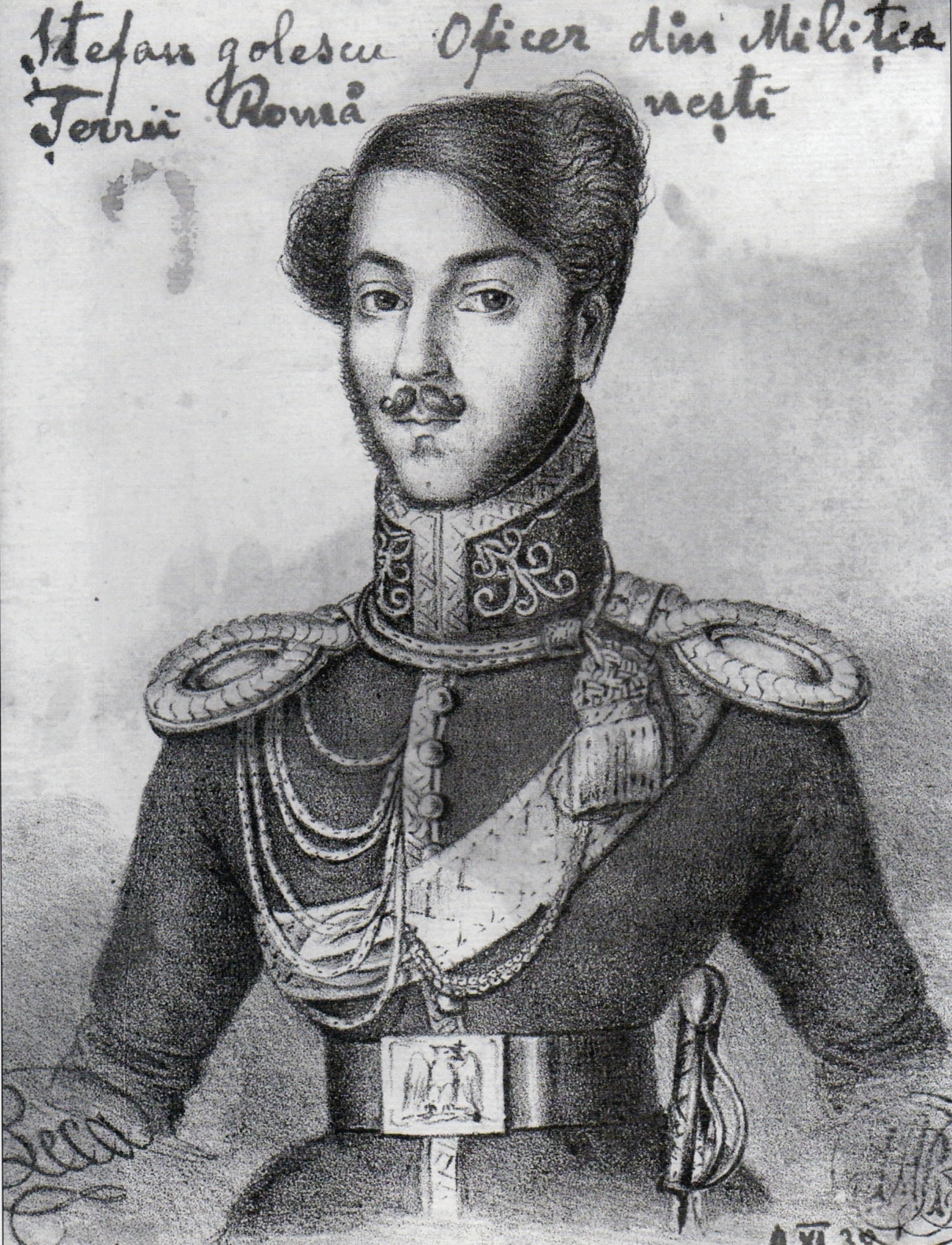
Штефан Голеску в офицерском мундире

Активный участник революции 1848 года в Дунайских княжествах. 9 июня 1848 г. был в числе румынских революционеров провозгласивших свою программу, так называемую Ислазскую прокламацию, предусматривающую:
- Независимость правительства.
- Разделение властей.
- Равные права народов.
- Свободные выборы.
- Эмансипацию евреев и всех других соотечественников, принадлежащих к другим обрядам.
- Создание системы тюрем.
- Создание национальной гвардии и др.

Тогда же стал министром юстиции Временного правительства. При создании новой конституции, выступал за всеобщее избирательное право. Входил в состав делегации, посланной революционерами в Стамбул, с целью договориться о новой румынской конституции с Османской империей, в состав которой тогда входила Валахия.
Дважды занимал пост министра иностранных дел Княжества Румынии (1867—1868). Министр внутренних дел с 17 августа 1867 по 13 ноября 1867 года.
С 26 ноября 1867 — 12 мая 1868 г. возглавлял правительство Княжества Румынии.
С 6 сентября 1868 до 15 ноября 1868 г. председатель Сената Румынии.